# Cantone di Le Russey
Il Cantone di Le Russey /ləʁyˈsɛ/ era una divisione amministrativa dell'arrondissement di Pontarlier. Fino al 2009 ha fatto parte dell'arrondissement di Montbéliard.
A seguito della riforma approvata con decreto del 25 febbraio 2014, che ha avuto attuazione dopo le elezioni dipartimentali del 2015, è stato soppresso.

## Composizione
Comprende i comuni di:
- Le Barboux
- Le Bélieu
- Le Bizot
- Bonnétage
- La Bosse
- Bretonvillers
- Chamesey
- La Chenalotte
- Les Fontenelles
- Grand'Combe-des-Bois
- Laval-le-Prieuré
- Le Luhier
- Le Mémont
- Longevelle-lès-Russey
- Montbéliardot
- Mont-de-Laval
- Narbief
- Noël-Cerneux
- Plaimbois-du-Miroir
- Rosureux
- Le Russey
- Saint-Julien-lès-Russey